# Wspólnota administracyjna Herrenberg
Wspólnota administracyjna Herrenberg – wspólnota administracyjna (niem. Vereinbarte Verwaltungsgemeinschaft) w Niemczech, w kraju związkowym Badenia-Wirtembergia, w rejencji Stuttgart, w regionie Stuttgart, w powiecie Böblingen. Siedziba wspólnoty znajduje się w mieście Herrenberg, przewodniczącym jej jest Volker Gantner.
Wspólnota administracyjna zrzesza jedno miasto i dwie gminy wiejskie:
- Deckenpfronn, 3168 mieszkańców, 11,42 km²
- Herrenberg, 31 292 mieszkańców, 65,71 km²
- Nufringen, 5389 mieszkańców, 10,04 km²